# Andreas Rosenfelder
Andreas Rosenfelder (* 1975 in Köln) ist ein deutscher Journalist.

## Leben und Wirken
Rosenfelder studierte von 1996 bis 2001 an der Universität zu Köln mit einem Stipendium der Studienstiftung des deutschen Volkes Deutsche Philologie, Philosophie und Theater-, Film und Fernsehwissenschaft. Das Studium schloss er als Magister ab.
Ab 2001 schrieb er als Autor für die Frankfurter Allgemeine Zeitung und die Frankfurter Allgemeine Sonntagszeitung. Von 2007 bis 2009 war er Kulturreporter bei der deutschen Vanity Fair. 2008 erschien sein Buch Digitale Paradiese. Von der schrecklichen Schönheit der Computerspiele bei Kiepenheuer & Witsch. 2010 wurde er stellvertretender Ressortleiter, 2013 Ressortleiter Feuilleton bei der Welt und der Welt am Sonntag. Seit 1. Februar 2025 ist er Leiter des Ressorts Meinungsfreiheit (zuvor Forum).
Rosenfelder lebt mit seiner Frau, der Journalistin Lydia Rosenfelder, in Berlin.